# La Part-Dieu

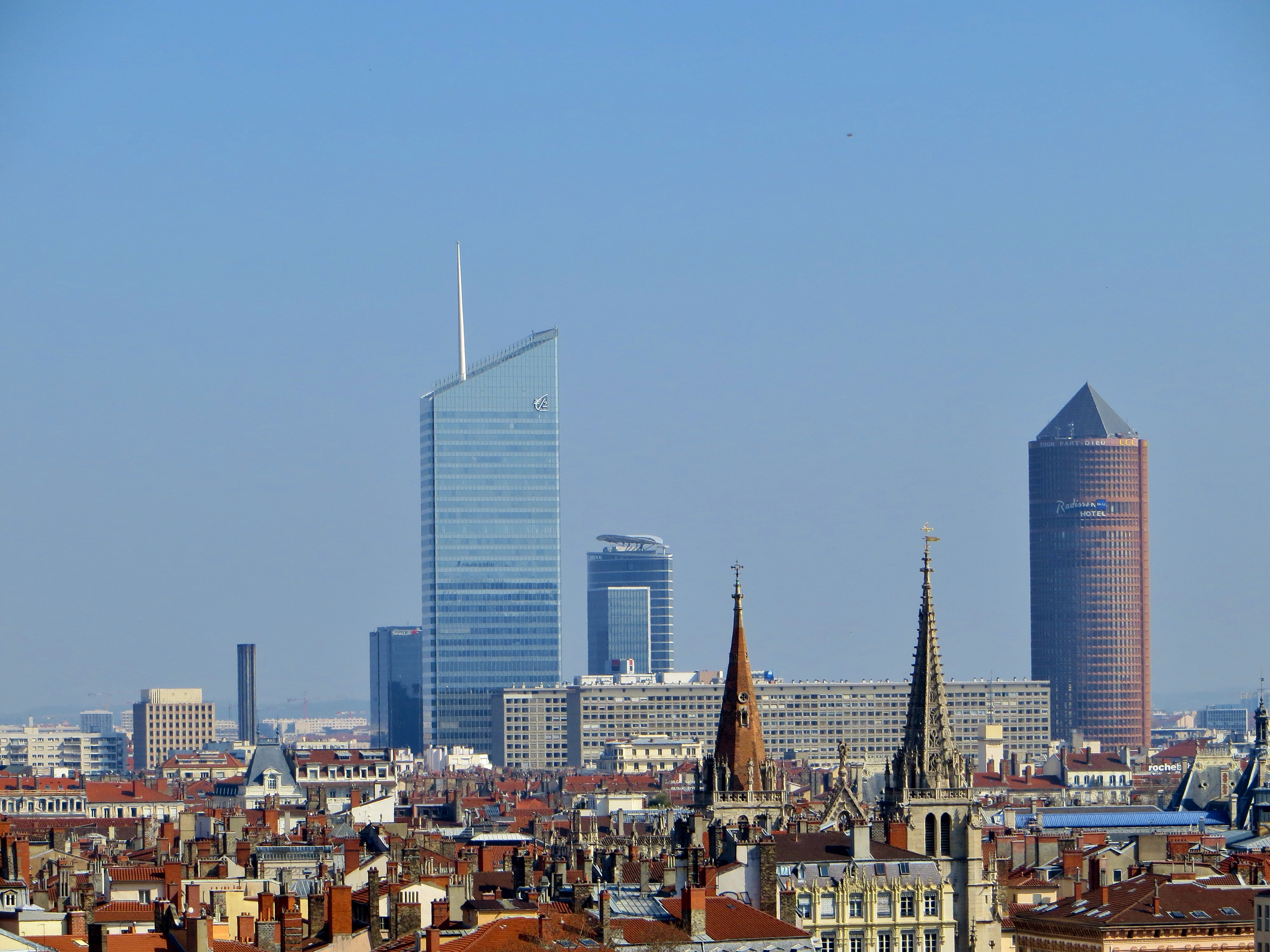
La Part-Dieu

La Part-Dieu é um moderno distrito comercial no 3º arrondissement da cidade francesa de Lyon, considerado o “segundo centro” da cidade depois de Presqu'île. Os arranha-céus, hotéis e escritórios necessários estão localizados neste distrito. A torre mais alta, a Crayon (chamada de lápis devido ao seu formato), é a sede do Banco Crédit Lyonnais. Há também o shopping center La Part-Dieu, o maior da França em número de lojas. O distrito também abriga um mercado de alimentos coberto chamado Halles de Lyon-Paul Bocuse.
A estação ferroviária Lyon-Part-Dieu é a principal estação ferroviária da cidade. O bairro está conectado ao resto da cidade pelo metrô (estação Gare Part-Dieu - Vivier Merle na linha B) e pela linha 1 do bonde Lyon.
Nos séculos XIX e XX havia um complexo de quartéis de 22 hectares neste distrito, o quartel La Part-Dieu.

## Educação
La Part-Dieu acolhe várias instituições de ensino superior, nomeadamente as escolas de negócios ISG e MBway, bem como as escolas técnicas IPSA (aeroespacial) e Sup'Biotech (biotecnologia).